# Glycosia tricolor
Glycosia tricolor är en skalbaggsart som beskrevs av Olivier 1789. Glycosia tricolor ingår i släktet Glycosia och familjen Cetoniidae.

## Underarter
Arten delas in i följande underarter:
- G. t. siberutensis
- G. t. palliata
- G. t. basiliensis
- G. t. vietnamica
- G. t. carthausi
- G. t. malesiana
- G. t. latipennis